# Казачье (Христиновский район)
Казачье (укр. Козаче) — село в Уманском районе Черкасской области Украины.
Население по переписи 2001 года составляло 275 человек. Почтовый индекс — 20030. Телефонный код — 4745.

## Местный совет
20030, Черкасская обл., Христиновский р-н, с. Малая Севастяновка